# Dialogo

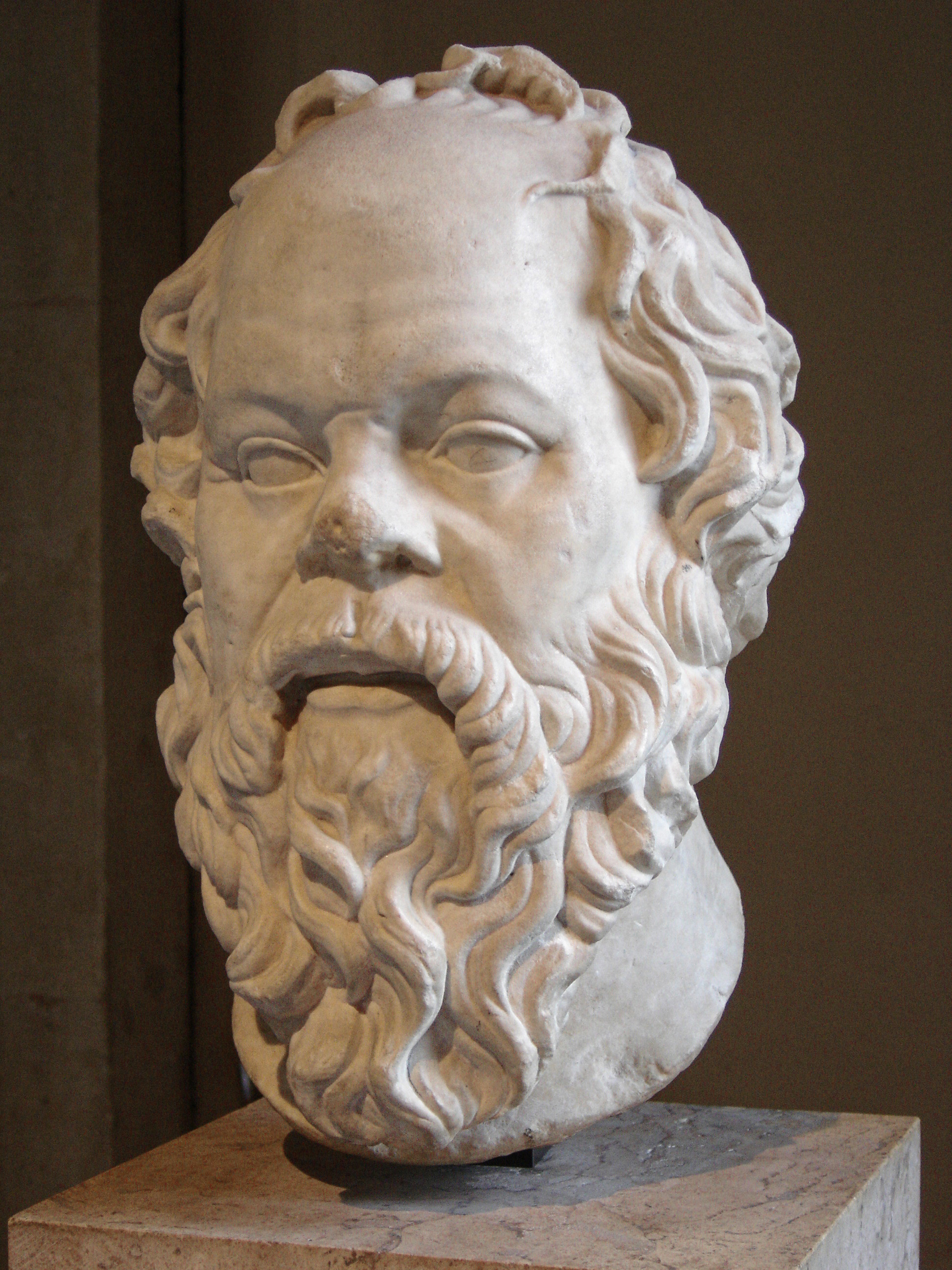
Socrate utilizzava il dialogo come metodo di indagine filosofica

Un dialogo (dal latino dialŏgus, in greco antico διάλογος, derivato di διαλέγομαι «conversare, discorrere» composto da dià, "attraverso" e logos, "discorso") è un confronto verbale tra due o più persone per esprimere sentimenti diversi e discutere idee non necessariamente contrapposte. 

## Il dialogo socratico
Nella filosofia socratica il dialogo è uno strumento che, mediante interrogazioni tra due o più interlocutori, mira alla correzione di un errore iniziale per giungere a una verità condivisa da rimettere sempre in discussione. Socrate non lasciò niente di scritto della sua filosofia perché pensava che la parola scritta fosse come il bronzo che percosso dà sempre lo stesso suono. Lo scritto non risponde alle domande e alle obiezioni dell'interlocutore, ma interrogato dà sempre la stessa risposta. Per questo i dialoghi socratici appaiono spesso "inconcludenti", nel senso non che girano a vuoto, ma piuttosto che non chiudono la discussione, perché la conclusione rimane sempre aperta, pronta a essere sottoposta nuovamente al dialogo.
Come però è stato evidenziato, la filosofia stessa di Socrate segna il passaggio da un tipo di cultura orale, basata sulla tradizione mimetico-poetica, a una mentalità di tipo concettuale-dialettico, preludio di un'alfabetizzazione maggiormente diffusa. Socrate è ancora l'ultimo rappresentante della cultura orale; ma in lui già si avvertirebbe l'esigenza di un sapere astratto e definitivo, da esprimere in forma scritta. Tale esigenza sarà fatta propria da Platone, che d'altra parte conserverà nello scritto filosofico la forma dialogica, la quale svanirà nelle opere della vecchiaia, in cui il dialogo sarà semplicemente quello dell'anima con se stessa. Lo stesso Platone d'altronde affermava che la sua filosofia va ricercata altrove rispetto ai suoi scritti.

La concezione del dialogo espressa nei principi dell'arte dialettica ha attraversato la storia della filosofia fino ai tempi più recenti con la filosofia del dialogo di Guido Calogero, che riprende i principi socratici evidenziando i valori morali e politici del dialogo.

## Dialogo nella letteratura
Come pratica sociale, modello ideologico e forma letteraria, il dialogo appare caratteristico di società a larga facilità di comunicazione. Al tempo stesso, il dialogo è forma espressiva funzionale a culture prevalentemente orali, e la sua stessa utilizzazione come scrittura è una traccia manifesta di una situazione di oralità.
La letteratura utilizza in numerosi modi il dialogo: nell'epica e nella narrativa, sia in versi che in prosa, il narratore può inserire nel suo racconto i dialoghi tra i personaggi attraverso l'uso del discorso diretto e anche i testi teatrali si basano sul susseguirsi di dialoghi.
"Il dialogo, come afferma Giulio Ferroni, costituisce anche un genere letterario specifico, che può essere dedicato ai più vari problemi di ordine filosofico, scientifico, morale, politico: la trattazione teorica si svolge attraverso dialoghi in prosa tra personaggi diversi, reali o fittizi, ambientati spesso in luoghi particolari e definiti". Per risalire al modello «classico» di questo genere si deve andare ai dialoghi filosofici di Platone anche se nelle letterature antiche e nelle letterature moderne ci sono stati altri tipi di dialogo e svolgimenti diversi.

## Dialoghi diegetici e mimetici
Bisogna intanto distinguere tra i «dialoghi diegetici», come quelli di Bembo e Castiglione che compaiono nel primo Cinquecento nei quali a presentare la situazione del dialogo è la voce dell'autore che, come accade nella narrativa, introduce volta per volta una precisa descrizione di luoghi e dei personaggi, e i «dialoghi mimetici» dove scompaiono i luoghi e restano i personaggi con le didascalie che introducono i discorsi dei personaggi che vengono quindi riprodotti in modo diretto come accade nel testo teatrale.
Lo studioso russo Michael Bachtin ha riconosciuto in molti generi letterari il risultato di un dialogo tra forme, generi e linguaggi differenti e afferma esserci nella tradizione della letteratura europea il dominio del dialogismo, cioè dell'intreccio continuo tra più voci, fra tracce di discorsi differenti, nessuno dei quali viene ad imporsi in maniera assoluta e definitiva. Bachtin sostiene che questa tradizione avrebbe un'essenziale manifestazione nel carnevale e troverebbe la sua forma moderna nel romanzo, genere dialogico, che si svolge in modo polifonico, in cui ogni discorso subisce la suggestione di altri, senza il prevalere di una voce dominante.
(Michail Michajlovič Bachtin)

## Valenze del dialogo
In generale, il dialogo è fenomeno tipico della cultura cittadina; in questa prospettiva si contrappone al racconto monologo, prodotto di culture di tipo contadino-popolare o comunque a sociologia poco sviluppata.
Il dialogo riveste un ruolo importante nell'ambito educativo. Molti autori se ne sono occupati, in particolare in un ambito pedagogico che lavora per superare i modelli tradizionali e si dedica a sviluppare un'esperienza maggiormente democratica e partecipativa. Ricordiamo, ad esempio, Paulo Freire, e il suo lavoro di coscientizzazione e alfabetizzazione dei contadini mediante il dialogo. Uno dei maggiori interpreti di Paulo Freire, Paolo Vittoria, sviluppa un pensiero e una pratica ispirata dal dialogo che valorizza gli aspetti creativi dell'apprendimento. Ancora in Italia, va menzionato Danilo Dolci e la sua maieutica reciproca in cui il gruppo si interroga su questioni sociali, concrete e crea esperienze di sviluppo comunitario. Dalla filosofia della maieutica socratica, ne nasce una pratica non più basata sul ruolo di un filosofo, ma sulla partecipazione popolare. In questo senso, il dialogo risulta anche una forma di lotta politica nonviolenta. Aldo Capitini è un altro autore di riferimento per il suo impegno in difesa di una società più partecipativa e meno oligarchica. Ricordiamo, ad esempio, i centri di orientamento sociale. In senso stretto, il dialogo si contrappone a forme violente e impositive tanto della cultura quanto di idee, opinioni e scelte politiche.